# Зестафоні (футбольний клуб)
Зестафоні (груз. ზესტაფონი) — грузинський футбольний клуб з міста Зестафоні. Чемпіон Грузії 2011, 2012.

## Попередні назви
- Металург Зестафоні (1937—1989, розформований; замість нього Маргветі Зестафоні, 1990—1998)
- Металургі Зестафоні (1999—2004)
- Зестафоні (з 18 червня 2004)

## Досягнення
Чемпіонат Грузії
- Чемпіон (2): 2010/11, 2011/12
- Срібний призер (1): 2013/14
- Бронзовий призер (2): 2007/08; 2009/10

Кубок Грузії
- Володар кубка (1): 2007/08

Суперкубок Грузії з футболу
- Володар Суперкубка (2): 2011, 2012

## Єврокубки
| Сезон   | Турнір              | Раунд | Клуб               | Рахунок  |
| ------- | ------------------- | ----- | ------------------ | -------- |
| 2007    | Кубок Інтертото     | 1Р    | Тобол              | 0-3, 2-0 |
| 2008-09 | Кубок УЄФА          | 1К    | Дьйор              | 1-1, 1-2 |
| 2009-10 | Ліга Європи УЄФА    | 1К    | Лісбарн Дістіллері | 5-1, 6-0 |
| 2009-10 | Ліга Європи УЄФА    | 2К    | Гельсінґборґ       | 1-2, 2-2 |
| 2010-11 | Ліга Європи УЄФА    | 1К    | Фаетано            | 5-0, 0-0 |
| 2010-11 | Ліга Європи УЄФА    | 2К    | Дукла              | 3-0, 0-1 |
| 2010-11 | Ліга Європи УЄФА    | 3К    | Карпати            | 0-1, 0-1 |
| 2011-12 | Ліга чемпіонів УЄФА | 2К    | Дачія (Кишинів)    | 3-0, 0-2 |
| 2011-12 | Ліга чемпіонів УЄФА | 3К    | Штурм (Грац)       | 1-1, 0-1 |
| 2011–12 | Ліга Європи УЄФА    | РП    | Брюгге             | 3–3, 0–2 |
| 2012–13 | Ліга чемпіонів УЄФА | 2К    | Нефтчі (Баку)      | 2–2, 0–3 |
| 2014–15 | Ліга Європи УЄФА    | 2К    | Спартак (Трнава)   | 0–0, 0–3 |